# Dash (perro)

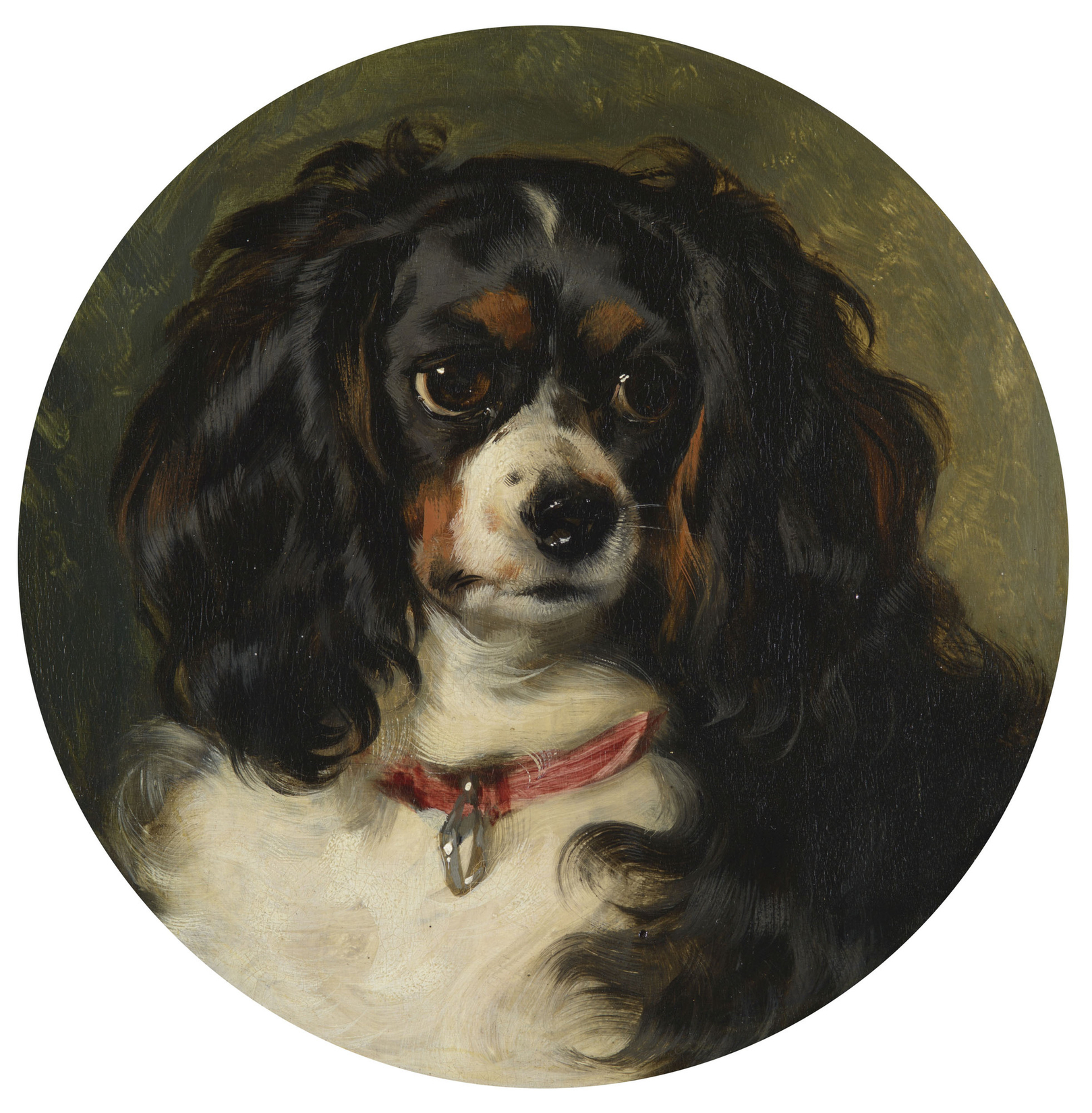
Retrato por Edwin Landseer
(1836, Royal Collection, Windsor)

Dash (1830–1840) fue un toy spaniel inglés propiedad de la reina Victoria. La biógrafa de Victoria, Elizabeth Longford, lo llamó «el compañero de infancia más cercano de la Reina», y en palabras del Oxford Dictionary of National Biography, «fue el primero de una larga lista de amados perritos».

## Biografía
Fue entregado a la madre de Victoria, la duquesa de Kent, el 14 de enero de 1833 por Sir John Conroy, el auditor de la casa de la duquesa. A fines de abril de 1833, se había convertido en el compañero de Victoria, y para la Navidad de ese año ella lo adoraba y le regaló un juego de pelotas de goma y dos piezas de pan de jengibre. A cambio, el perro fue leal a Victoria; en una ocasión salió a navegar en un yate, y Dash saltó de la costa al mar y nadó tras ella.
Victoria, que tenía 13 años cuando le dieron a Dash, tenía pocos o ningún amigo de la infancia, ya que se crio en gran medida aislada de otros niños bajo el llamado «Sistema Kensington», un elaborado conjunto de reglas y protocolos ideados por la Duquesa y Conroy. La única chica de una edad similar con la que tenía contacto regular era la hija menor de Conroy, Victoire, pero parecía que solo se conocían formalmente. En su diario, Victoria se refiere a Victoire como «Miss Conroy», pero el perro recibe una lluvia de palabras cariñosas: «querido y dulce pequeño Dash» o bien «querido Dashy».
En noviembre de 1834, Victoria y su madre se fueron de vacaciones a St Leonards-on-Sea. Ellos, con Dash, Lady Flora Hastings y la baronesa Louise Lehzen, conducían un landó tirado por dos caballos cuando los caballos quedaron atrapados en las correas y cayeron. Con los caballos forcejeando en el suelo, existía el peligro de que el carruaje volcara, hiriendo a las mujeres. Victoria salió corriendo con Dash en sus brazos y, como recuerda, «seguimos corriendo con él en mis brazos llamando a mamá para que lo siguiera, Lehzen y Lady Flora también nos siguieron». Mientras dos caballeros que pasaban liberaban a los caballos, las damas y Dash se refugiaron detrás de una pared.
Dash permaneció con Victoria después de su acceso como reina en 1837. Después de su coronación el 28 de junio de 1838, Victoria regresó al Palacio de Buckingham y subió corriendo a sus habitaciones para darle a Dash su baño habitual.

## Muerte
Dash murió a finales de 1840. Victoria escribió en su diario que el 24 de diciembre de 1840, el Príncipe Alberto le informó de la muerte de Dash y escribió que escuchar la noticia «me afligió mucho. Le tenía mucho cariño al pobrecito, y él estaba tan apegado a mí». Fue enterrado en Adelaide Cottage en Windsor Home Park; se erigió una efigie de mármol sobre la tumba.